# め (さユりのアルバム)
『め』は、日本のシンガーソングライター・さユりのセルフカバー・アルバム。2020年6月3日にアリオラジャパンより発売された。

## 概要
初のセルフカバー・アルバム。収録曲すべてを弾き語りでカバーした新録音源となっている。
当初は3月18日に発売予定だったが、新型コロナウィルスの影響を受け、4月22日、6月3日と2度の延期となった。
メジャー・デビュー以前から歌われ、初めて音源化された「夜明けの詩」を筆頭に、デビューシングル「ミカヅキ」から、『ミカヅキの航海』収録の人気曲、最新シングル「航海の唄」まで収録されている。
タイトルの「め」には、今まで世に出した楽曲の「芽」となる原点、"それでも"の先に咲く花になる「芽」、さユりの作品を目の当たりにする多くの方々の「目」、"それでも"の先を見据える「目」、固有のものを愛おしく思う「愛」など、多くの意味が込められている。
CDは、通常盤、初回生産限定盤の2形態。

通常盤には初回限定特典として、watabokuによるイラストオリジナルステッカーが、3種の中から1種ランダムで封入される。
初回生産限定盤では、ジャケットが「目」を開いたイラストとなっている。

付属のDVDには「Suicaペンギン広場」にて開催された弾き語りライブ映像と、ノンマイクで弾き語った「夜明けの詩」ライブ映像が収録されている。

また特典として、ステッカーのランダム封入に加え、watabokuによるこれまでのさユりのストーリーを鉛筆画で表現した、描き下ろし絵巻ジャバラブックレット付きの豪華くるみ三方背BOXが付属する。

## 収録内容

### CD（2形態共通）
特筆がない限り、作詞・作曲・編曲：さユり
| #         | タイトル                            | 作詞・作曲                           | 時間  |
| --------- | ----------------------------------- | ------------------------------------ | ----- |
| 1.        | 「夜明けの詩」                      |                                      | 4:42  |
| 2.        | 「ミカヅキ」                        |                                      | 4:21  |
| 3.        | 「平行線」                          |                                      | 5:08  |
| 4.        | 「アノニマス」                      |                                      | 4:25  |
| 5.        | 「フラレガイガール」                | 野田洋次郎                           | 6:10  |
| 6.        | 「それは小さな光のような」          | 梶浦由記                             | 4:29  |
| 7.        | 「birthday song」                   |                                      | 5:18  |
| 8.        | 「航海の唄」                        |                                      | 4:32  |
| 9.        | 「オッドアイ」                      |                                      | 4:55  |
| 10.       | 「蜂と見世物」(はちとサーカス)      |                                      | 3:49  |
| 11.       | 「るーららるーらーるららるーらー」  |                                      | 3:14  |
| 12.       | 「月と花束」                        |                                      | 4:36  |
| 13.       | 「来世で会おう」                    |                                      | 4:35  |
| 14.       | 「レイメイ」(さユり×MY FIRST STORY) | 作詞：さユり・Hiro 作曲：さユり・Sho | 5:14  |
| 15.       | 「十億年」                          |                                      | 5:26  |
| 合計時間: | 合計時間:                           | 合計時間:                            | 70:54 |

### DVD（初回生産限定盤）
- 2017年5月19日(金) 新宿駅新南口改札外「Suicaペンギン広場」 2000人集結 伝説の弾き語りライブ映像

1. フラレガイガール
2. birthday song
3. 十億年
4. ミカヅキ

- 2017年11月24日(金) TOKYO DOME CITY HALLワンマンライブ「夜明けの詩」弾き語りノンマイクライブ映像